# Anja Roth
Anja Roth (* 27. Juni 1979 in Aschaffenburg) ist eine deutsche Fernsehmoderatorin, Reporterin, Hörbuchsprecherin und Schauspielerin.

## Leben
Anja Roth machte 1999 Abitur am Friedrich-Dessauer-Gymnasium Aschaffenburg. Sie studierte an der Johann Wolfgang Goethe-Universität in Frankfurt am Main Soziologie und Politologie, da sie sich nach eigener Aussage „schon immer für Politik und Geschichte interessierte“. Daneben war sie von 2000 bis 2006 als Nachrichtensprecherin und -redakteurin bei dem Frankfurter Privatsender Planet Radio tätig. Dabei übernahm sie auch die Moderation der Morningshow des Senders und absolvierte den „Kompaktkurs für Volontäre“ an der Akademie für Publizistik in Hamburg. 
Durch die Erfahrungen ermutigt, brach sie schließlich ihr Studium ab, um Nachrichtensprecherin zu werden. Im April 2004 entschied sie sich, das Angebot vom Zweiten Deutschen Fernsehen, die Kindernachrichtensendung logo! zu moderieren, anzunehmen, wo sie bis 2014 tätig war. Sie entschied sich nach einiger Zeit dafür an der Fernuniversität in Hagen von 2005 bis 2011 in „Politik und Verwaltungswissenschaften“ zu immatrikulieren, da sie sich ohne Uni-Abschluss im Beruf nicht ernst genommen fühlte.
Für den ZDFinfokanal realisierte Roth 2009 die Sendung dis wo ich herkomm – Der Talk mit Sammy und Anja und 2011 Wirtschaftswunder. Seit 2011 ist sie Reporterin der Rubrik „außendienst“ des auslandsjournals und zuweilen Moderatorin des auslandsjournals extra auf 3sat. 2012 war sie Reporterin für die Rubrik „WISO reist …“ im Magazin WISO.

## Sonstiges
Anja Roth arbeitet gemeinsam mit Swantje Zorn und Meike Laaff als Sprecherin für den Hörverlag.

### Hörbücher (Auswahl)
- logo! Bedrohte Tierwelt. 1 Audio-CD, ISBN 978-3-86717-624-8.
- logo! Religionen der Welt. 1 Audio-CD, ISBN 978-3-86717-623-1.
- logo! Wahlen und Politik in Deutschland. 1 Audio-CD, ISBN 978-3-86717-434-3.

Im Jahr 2008 fungierte sie als Reporterin bei der Fußball-Europameisterschaft in Basel. Sie nahm im Jahr 2010 den Fernsehpreis in der Kategorie „Beste Information“ für die ZDF-Kindernachrichten logo! entgegen.

### Filmografie (Auswahl)
- 2014: Löwenzahn (Fernsehserie)[6]